# 33才 (西城秀樹の曲)
「33才」（33さい）は、西城秀樹の62枚目のシングル。1988年11月1日にRCAから発売された。

## 解説
- 「夏の誘惑」に続く、アルバム『33才』からのリカット・シングルである。
- フリオ・イグレシアスの「33才」の日本語カバー曲[2]。西城は自身が33歳になったら必ずこの曲を歌いたいと語っていた。

## 収録曲
1. 33才
作詞・作曲：J.IGLESIAS／訳詞：なかにし礼／編曲：萩田光雄
2. Try Today
原案：Z.HARA／作詞：SHOW／作曲：長沢ヒロ／編曲：大谷和夫
（原ヘルス工業「バブルスター」CMソング。原案の「Z.HARA」とは同社社長の原全三郎（原善三郎）と思われる）

## 収録アルバム
- 『33才』